# Persea bullata
Persea bullata är en lagerväxtart som beskrevs av Kopp. Persea bullata ingår i släktet avokador, och familjen lagerväxter. Inga underarter finns listade i Catalogue of Life.